# 格日图
格日图（20世纪？—），男，蒙古族，内蒙古人，中国摄影师、导演，内蒙古电影制片厂摄影师、导演，中国电影金鸡奖最佳摄影。